# Castle Valley
Castle Valley és un poble del Comtat de Grand a l'estat de Utah (Estats Units d'Amèrica).

## Demografia
Segons el cens dels Estats Units del 2000, Castle Valley tenia 349 habitants
, 158 habitatges, i 85 famílies. La densitat de població era de 16,7 habitants per km².
Dels 158 habitatges en un 19,6% hi vivien nens de menys de 18 anys, en un 47,5% hi vivien parelles casades, en un 5,1% dones solteres, i en un 45,6% no eren unitats familiars. En el 36,1% dels habitatges hi vivien persones soles el 4,4% de les quals corresponia a persones de 65 anys o més que vivien soles. El nombre mitjà de persones vivint en cada habitatge era de 2,21 i el nombre mitjà de persones que vivien en cada família era de 2,95.
Per edats la població es repartia de la següent manera: un 20,6% tenia menys de 18 anys, un 5,7% entre 18 i 24, un 23,8% entre 25 i 44, un 40,4% de 45 a 60 i un 9,5% 65 anys o més.
L'edat mediana era de 45 anys. Per cada 100 dones de 18 o més anys hi havia 95,1 homes.
La renda mediana per habitatge era de 33.068 $ i la renda mediana per família de 40.500 $. Els homes tenien una renda mediana de 30.500 $ mentre que les dones 22.500 $. La renda per capita de la població era de 19.726 $. Entorn del 10,9% de les famílies i el 21,9% de la població estaven per davall del llindar de pobresa.

## Poblacions properes
El següent diagrama mostra les poblacions més properes.